# Nishio Toshizō

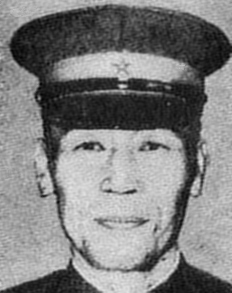
General Nishio Toshizō

Nishio Toshizō (japanisch: 西尾寿造; * 3. Oktober 1881 in Tottori, Präfektur Tottori; † 26. Oktober 1960) war ein General der Kaiserlich Japanischen Armee, der unter anderem zwischen 1934 und 1936 Chef des Stabes der Kwantung-Armee, von 1936 bis 1937 Vize-Chef des Generalstabes der Kaiserlich Japanischen Armee, zwischen 1937 und 1938 Oberbefehlshaber der wieder mobilisierten 2. Armee, von 1939 bis 1941 Oberkommandierender der neuen China-Expeditionsarmee sowie zwischen 1944 und 1945 Gouverneur der Präfektur Tokio war.

## Leben
Nishio Toshizō begann 1900 eine Offiziersausbildung an der Heeresoffizierschule, die er 1902 abschloss. Als Leutnant nahm er 1904 am Russisch-Japanischen Krieg teil und kämpfte unter anderem im Oktober 1904 in der Schlacht am Shaho. 1907 war er Absolvent der Heereshochschule und wurde nach deren Abschluss 1909 zum Hauptmann befördert. Er war nach dem Ersten Weltkrieg zwischen dem 15. August 1919 und dem 1. April 1921 Adjutant im Heeresministerium und wurde während dieser Verwendung am 10. August 1920 zum Oberstleutnant befördert. Im Anschluss wurde er vom 1. April 1921 bis zum 1. April 1923 zum 10. Infanterieregiment abgeordnet und unterrichtete danach zwischen dem 1. April 1923 und dem 18. März 1925 als Instrukteur an der Heereshochschule, wo er am 6. August 1923 auch zum Oberst befördert wurde. Anschließend war we vom 18. März 1925 bis zum 2. März 1926 Kommandeur des 40. Infanterieregiments sowie zwischen dem 2. März 1926 und dem 1. August 1929 Chef der 1. Sektion der Generalinspektion für militärische Ausbildung.

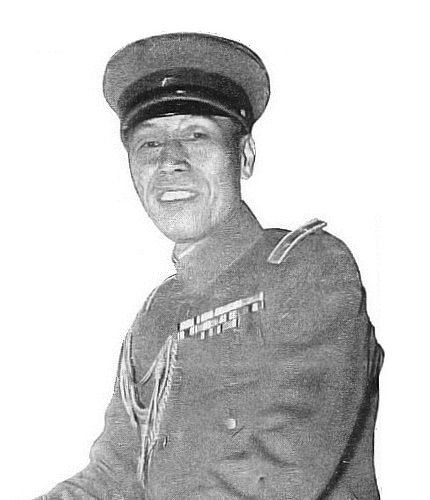
General Nishio Toshizō

Nach seiner Beförderung zum Generalmajor am 1. August 1929 war Nishio Toshizō bis zum 1. August 1930 Kommandeur der 39. Infanteriebrigade sowie im Anschluss zwischen dem 1. August 1930 und dem 11. April 1932 Vorsitzender des Militärischen Forschungsausschusses des Heeresministeriums. Danach fungierte er vom 11. April 1932 bis zum 5. März 1934 als Chef der 4. Sektion des Generalstabes der Kaiserlich Japanischen Armee und wurde als solcher am 1. August 1933 auch zum Generalleutnant befördert. Als Nachfolger von Generalleutnant Koiso Kuniaki übernahm er am 5. März 1934 den Posten als Chef des Stabes der Kwantung-Armee und verblieb in dieser Verwendung bis zum 23. März 1936, woraufhin Generalleutnant Itagaki Seishirō seine Nachfolge antrat. Zugleich fungierte er zwischen dem 5. März 1934 und dem 23. März 1936 als Chef der Sektion für Spezialdienste der Kwantung-Armee. Daraufhin war er vom 23. März 1936 bis zum 1. März 1937 Vize-Chef des Generalstabes der Kaiserlich Japanischen Armee sowie zeitgleich in Personalunion kommissarischer Chef der Sektion Allgemeine Angelegenheiten des Generalstabes. Nachdem er zwischen dem 1. März und dem 26. August 1937 kurzzeitig Kommandeur der Kaiserlichen Garde war, hatte er nach Beginn des Zweiten Japanisch-Chinesischen Krieges vom 26. August 1937 bis zu seiner Ablösung durch General Prinz Higashikuni Naruhiko am 30. April 1938 den Posten als Oberbefehlshaber der wieder mobilisierten 2. Armee inne.
Nach seiner Rückkehr war Nishio Toshizō vom 30. August 1938 bis zum 12. September 1939 Generalinspekteur für militärische Ausbildung und wurde in dieser Verwendung zuletzt am 1. August 139 auch zum General befördert. Zu Beginn des Zweiten Weltkrieges wurde er am 12. September 1939 Oberbefehlshaber der neu aufgestellten 13. Armee, wurde aber bereits am 26. Oktober 1939 von Generalleutnant Fujita Susumu abgelöst. Zugleich wurde er am 22. September 1939 Oberkommandierender der neuen China-Expeditionsarmee und hatte diese Funktion bis zu seiner Ablösung durch Generalfeldmarschall (Gensui) Hata Shunroku am 1. März 1941 inne. Zu Beginn seiner Kommandeurstätigkeit kam es zwischen dem 17. September und dem 6. Oktober 1939 zur Schlacht um Changsha. Danach war er vom 1. März 1941 bis zum 3. Mai 1943 noch Mitglied des Obersten Kriegsrates (Gunji sangiin), ehe er am 3. Mai 1943 in den Ruhestand verabschiedet wurde. Zuletzt löste er am 25. Juli 1944 Ōdachi Shigeo als Gouverneur der Präfektur Tokio ab und übte dieses Amt bis zum 31. August 1945 aus, woraufhin Hirose Hisatada seine Nachfolge antrat.